# Lijst van EBU-leden naar zenderinformatie
Dit is een lijst van EBU-leden naar zenderinformatie.

## Televisie
| Land       | Zender(s) naam/namen | Zender(s) nieuws, actualiteit en politiek        | Zender(s) documentaires | Zender(s) cultureel                    | Zender(s) kinderen                                | Zender(s) oudere jeugd                  | Zender(s) sport                    | Zender(s) uitzendingen gemist | Zender(s) besten | Zender(s) komedie     | Zender(s) natuur                 |
| ---------- | -------------------- | ------------------------------------------------ | ----------------------- | -------------------------------------- | ------------------------------------------------- | --------------------------------------- | ---------------------------------- | ----------------------------- | ---------------- | --------------------- | -------------------------------- |
| Denemarken | DR                   | DR 1                                             | DR 2, DR HD             | DR K                                   | DR Ramasjang                                      | n.v.t.                                  | DR HD                              | DR TV                         | n.v.t.           | DR2                   | DR HD                            |
| Nederland  | NPO                  | NPO 1 NPO Politiek en Nieuws voorheen NPO Nieuws | NPO 2 voorheen NPO Doc  | NPO 2 NPO 2 Extra voorheen NPO Cultura | NPO Zapp NPO Zappelin voorheen NPO Zappelin Extra | NPO 3 voorheen NPO 3 Extra / NPO 101 TV | NPO 1 NPO 1 UHD voorheen NPO Sport | NPO Start NPO Plus            | NPO 1 Extra      | voorheen NPO Humor TV | NPO 1 NPO 2                      |
| België     | VRT                  | VRT 1, Eén+                                      | VRT CANVAS, Canvas+     |                                        | Ketnet, Ketnet+                                   | n.v.t.                                  | VRT 1, Eén+                        | VRT MAX                       | n.v.t.           | VRT CANVAS, Canvas+   | VRT CANVAS, Canvas+, VRT 1, Eén+ |

## Radio
| Land       | Zender(s) naam/namen | Zender(s) nieuws, actualiteit en politiek | Jaren 60, 70, 80, 90         | Zender(s) klassiek     | Jazz en soul                         | Zender(s) elektronisch, house, dance | Zender(s) sport | Zender(s) uitzendingen gemist | jaren 60, 70 en 80, nieuwe muziek, top ... evergreens, informatie en service. | Urban-muziek           |
| ---------- | -------------------- | ----------------------------------------- | ---------------------------- | ---------------------- | ------------------------------------ | ------------------------------------ | --------------- | ----------------------------- | ----------------------------------------------------------------------------- | ---------------------- |
| Denemarken | DR                   | P1 (P4 Regionaal)                         | P3 / P5                      | P2                     | P2                                   | P2                                   | P3 / P5         | DR                            | P3 (P4 Regionaal) / P5                                                        | P3 (P4 Regionaal) / P5 |
| Nederland  | NPO                  | NPO Radio 1 voorheen NPO Radio 1 Extra    | NPO Radio 2                  | NPO Klassiek           | NPO Soul & Jazz voorheen NPO Radio 6 | NPO 3FM                              | NPO Radio 1     | NPO Luister                   | NPO Radio 5                                                                   | NPO FunX               |
| België     | VRT                  | Radio 1                                   | Studio Brussel, MNM, Radio 2 | Klara voorheen Radio 3 | MNM                                  | Studio Brussel, MNM                  | Radio 1         | VRT nu                        | Radio 2                                                                       | n.v.t.                 |